# Leone di Bronzo
Il Leone di Bronzo (in lingua olandese Bronzen Leeuw) è un'alta onorificenza olandese assegnata ai militari distintisi in battaglia per il loro coraggio o la loro capacità di comando a favore dei Paesi Bassi. In particolari casi può essere conferita ai civili olandesi o stranieri. 

## Storia
Creato con Regio Decreto del 30 marzo 1944, il Leone di Bronzo andava a sostituire la Corona d'oro (già d'argento prima del 1940) sul nastro della Croce delle operazioni militari (Ereteken voor Belangrijke Krijgsbedrijven) e quella per la Menzione d'onore ricevuta all'ordine del giorno dell'esercito (Kroon voor Eervol Vermelden). Inoltre la nuova onorificenza sostituiva anche la Vliegerkruis e la Bronzen Kruis.
Complessivamente l'onorificenza è stata assegnata circa 1.210 volte.
Le proposte di concessione sono trasmesse e valutate da una apposita commissione che fa parte del Ministero della Difesa, e in caso di parere favorevole l'onorificenza viene concessa dopo la pubblicazione di un apposito decreto reale. In ambito civile il Leone di Bronzo viene preceduto solo dall'Ordine della Casata d'Orange mentre in quello militare dall'Ordine militare di Guglielmo.

## Disegno
La medaglia consiste in una croce di bronzo, con al centro uno scudo rotondo. Sul fronte lo scudo reca inciso il Leone olandese incoronato. La croce è attaccata ad un nastro largo 37 mm, suddiviso in nove strisce verticali uguali, alternativamente arancio e blu Nassau, con quelle ad entrambi i lati esterni blu. È possibile che l'onorificenza venga assegnata più volte ad una stessa persona, nel quel caso viene aggiunto il numero 2, o seguente, in oro al centro del nastro. La parte posteriore era completamente piatta.

### Conferimenti
Con Regio Decreto del 9 maggio 1950 la Croce di Bronzo è stata conferita al 1º e 2º Reggimento cacciatori paracadutisti dell'esercito francese.
Il 31 maggio 2006 la Regina Beatrice ne ha insignito il Maggior Generale Stanisław Sosabowski, comandante della 1ª Brigata paracadutisti polacchi indipendenti per il ruolo sostenuto durante l'Operazione Market Garden nel 1944.